# Поріччя-Грунтове
Поріччя-Грунтове — село в Україні, у Львівському районі Львівської області. Населення — 141 особа. Орган місцевого самоврядування — Великолюбінська селищна рада.
На 1.03.1943 село належало до волості Любінь Великий, у селі проживало 308 осіб..